# Сидоренкове (Липоводолинський район)
Сидоре́нкове — колишнє село в Україні, у Липоводолинському районі Сумської області. Підпорядковувалось Липоводолинській селищній раді.
В 1972–1986 роках село було ліквідоване у зв'язку з переселенням жителів.

## Географічне розташування
Сидоренкове знаходилося на відстані 1 км від села Побиванка. По селу протікає пересихаючий струмок, на якому зведена загата.